# Todd Russell
Todd Norman Dwayne Russell (né le 22 décembre 1966 à William's Harbour, Terre-Neuve-et-Labrador) est un homme politique canadien inuktitut et député libéral pour la circonscription de Labrador.

## Biographie
Il est né à William's Harbour, au Labrador. Il est un Métis d'ascendance Inuit et était président de la Nation Métis du Labrador jusqu'à sa victoire lors d'une élection partielle. Il fut éduqué à l'Université Memorial à Saint-Jean.
Russell remporte l'élection partielle du 24 mai 2005 dans la circonscription de Labrador, rendue vacante par le décès du député libéral Lawrence O'Brien. Sa victoire cruciale a consolidé la situation des libéraux fédéraux dans le parlement minoritaire, ce qui a facilité le passage du budget libéral sur lequel leur sort dépendait. Réélu en 2006 et en 2008, il fut défait par le conservateur Peter Penashue en 2011.
Après sa défaite électorale, Russell est revenu au poste de président du NunatuKavut et s'est exprimé dans son opposition au projet hydroélectrique de Muskrat Falls.